# 自由ドイツ国民委員会

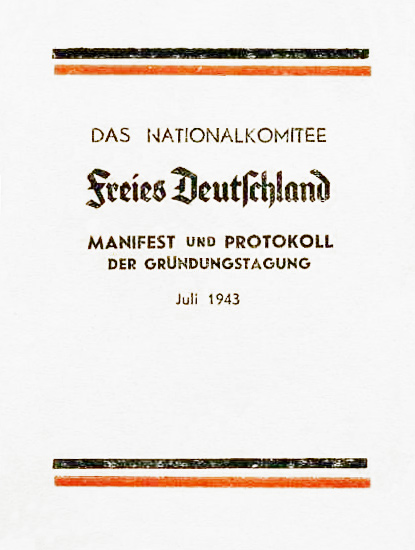
自由ドイツ国民委員会の設立宣言書。旧帝国旗の色である黒白赤が配されている。

自由ドイツ国民委員会（じゆうドイツこくみんいいんかい、ドイツ語: Nationalkomitee Freies Deutschland, NKFD）は、ソビエト連邦においてドイツ人捕虜や亡命ドイツ共産党党員が設置した、反ナチ運動組織である。ファシズムへの対抗をその目的としていた。他国に亡命したドイツ共産党党員も同等の組織として自由ドイツ運動(Bewegung Freies Deutschland, BFD)の設立を行なっており、代表的なものに西部自由ドイツ運動(BFD im Westen, BFDW)が知られる。

## 前史

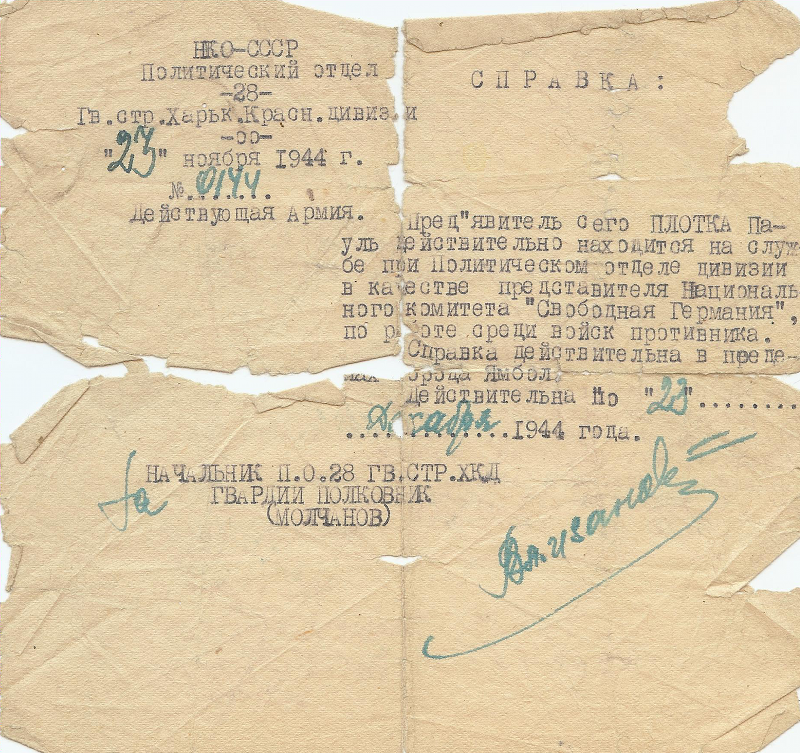
自由ドイツ国民委員会の会員証

1942年4月3日、モスクワに設置されていたドイツ共産党政治局ではソ連当局の提案に基づく政策文書を採択した。これはアドルフ・ヒトラーに対して、参加者の政治信条を問わぬ広域な人民戦線の構築を求めるものであった。これに従い、エラブガ収容所ではエルンスト・ハーデルマン大尉の下で最初の反ファシスト将校団が編成された。
1942年4月21日、ハーデルマン大尉はおよそ1000人の捕虜を前に「ある大尉だった男の言葉」(Das Manneswort eines Hauptmanns)と題した演説を行った。1942年5月31日、初の反ファシスト将校委員会が開かれる。23人の将校は捕虜収容所における全将校の説得について同意した。彼らはまた、ドイツ共産党が提出した「ヒトラー・ドイツによる戦争とナチ圧政に対する闘争委員会結成の為の共産党中央委員会による提案」(Vorschlag des Politbüros des ZK der KPD zur Bildung eines deutschen Komitees zum Kampf gegen Hitlerkrieg und Nazityrannei)にも同意した。
モスクワ郊外クラスノゴルスクのルニョーヴォ収容所にて準備委員会の設置が始まった。共産主義者の作家エーリヒ・ヴァイネルトが議長に選出され、ヨハネス・ベッヒャー、ベルント・フォン・キューゲルゲン、ヴァルター・ウルブリヒト、ヴィルヘルム・ピークらが委員に就任した。1943年6月始め、アルフレート・クレーラとルドルフ・ヘルンシュタットがソ連指導部の指示で派遣され、委員会の宣言の策定を行った。この命令を遂行する任を負っていたのが、コミンテルンのドミトリー・マヌイリスキーと赤軍政治局長アレクサンドル・シチェルバコーフである。注目すべきは、ヨシフ・スターリンはこの宣言について共産主義及び共産党への言及を控えるようにと命じたことであろう。委員会書記だったアントン・アッカーマンは、委員会が後にドイツにおける影の政府になるとクレーラが宣言したと語っている。
1943年6月22日、委員会が設立される。主要な委員は次のメンバーだった。
- 亡命共産党員：エーリヒ・ヴァイネルト、ヴァルター・ウルブリヒト、ハンス・マーレ
- 軍人：ハーデルマン大尉、キューゲルゲン中尉、シュトレーゾー軍曹、エシュ伍長

1943年7月5日よりクルスクでドイツ軍の反撃が始まっていたこともあり、当初多くの将校は協力を渋った。さらに彼らはウルブリヒト委員の解任と、設立委員会で宣言されたようなシンプルな紋章を使用せず、ヴァイマル共和国旗の黒赤金の三色旗を用いる事を要求した。また、後にはドイツ帝国旗の黒白赤の三色旗を使用するように要求を変更した。

## 委員会の設置

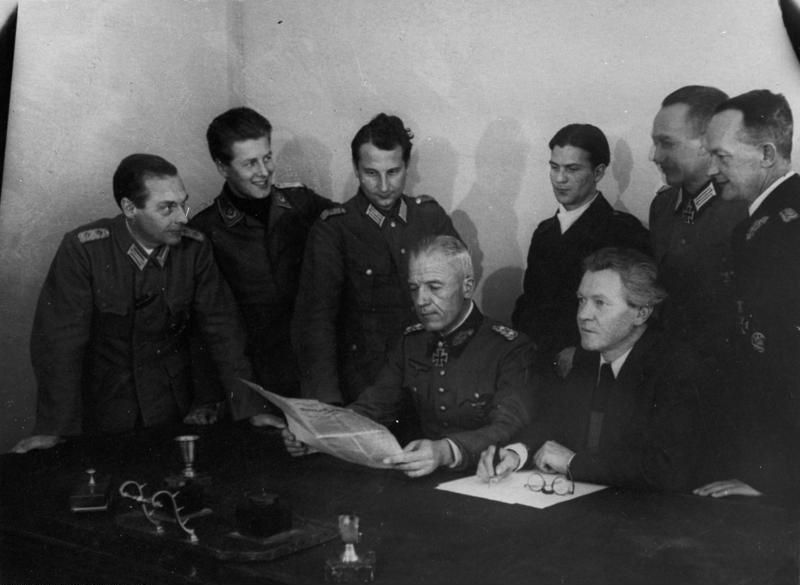
会議中の自由ドイツ国民委員会。座っている右側の人物がエーリヒ・ヴァイネルト委員長、向かいの左側がフォン・ザイトリッツ将軍

1943年7月12日から13日にかけて、ソ連軍上層部とソ連邦軍参謀本部情報総局(GRU)等の指導の下、モスクワ近郊クラスノゴルスクにて自由ドイツ国民委員会の設置が宣言された。エーリヒ・ヴァイネルトは委員長に就任し、アントン・アッカーマン、ヴィルヘルム・フローリン、ヴィルヘルム・ピーク、ヴァルター・ウルブリヒトら亡命共産党員が委員を務めた。
それから2ヵ月後、ヴァルター・フォン・ザイトリッツ将軍がドイツ将校同盟を結成し、まもなく自由ドイツ国民委員会と合流を果たす。さらに神学者フリードリヒ＝ヴィルヘルム・クルマッハが結成した宗教家グループや、捕虜などのドイツ人労働団も合流した。

## 組織
委員会本部は当初クラスノゴルスクの鉄道労働組合本部ビル内に設置されていたが、1943年8月にはモスクワから35キロ離れたルニョーヴォに移動した。委員会では少なくとも1ヶ月に1回の総会を開き、各種の主要な議題について議論を交わした。また総会では執行委員会(Geschäftsführenden Ausschusses, GA)からの報告書に対する検討も行われた。
執行委員会は共産党からウルブリヒトとヴァイネルトが、軍人からハーデルマンとツィーペルが参加した。BDOの合流後はBDOメンバーからルイトポルト・シュタイドルやハンス＝ギュンター・ファン・ホーフェンが執行委員に参加した。また執行委員会に作戦局(operative Abteilung)が設置されると、ウルブリヒト、ライアー、シュタイドル、ファン・ホーフェン、ツィーペルらが所属した。さらに経済局、社会政策局、法制局なども執行委員内にて整備されていった。またヴァイネルト委員長、カール・ヘッツ副委員長、ハインリヒ・フォン・アインジーデル委員は委員会幹部総会(Präsidium des Komitees)を設置した。幹部総会は委員会を代表する部局で、事実上ヴァイネルト委員長個人が全ての決定を下していた。
またモスクワでは、ドイツ国民委員会とは別に戦争捕虜らで都市委員会(Stadtkomitee)という組織を設立していた。この委員会は後に第99号研究会(Institut Nr. 99)と呼ばれるようになった。これらの組織は当初並列して存在していたが、共産党が提案した「ヒトラー・ドイツによる戦争とナチ圧政に対する闘争委員会結成の為の共産党中央委員会による提案」の下で合流を果たした。同提案では研究会の役割について次のように規定されている。
研究会は次の職務を担う:GLAV-PURRKA(赤軍中央政治局)の下でドイツ将校に対する政治教育を行い、前線にてドイツ兵士の降伏を支援する。これには新聞や小冊子等の出版物、レコードとスピーカーによる宣伝放送を用いる。委員会及び事務局はドイツ人民及びドイツ将兵を自主的に投降させる。(…)事務局はドイツ人反ファシスト活動家や転向戦争捕虜、NKVD当局と協議共同の上、反ファシスト戦争を指導する。
1943年8月、赤軍政治局の情報部員アルトゥール・ピーク大尉が組織の引継ぎを行う。研究会長はミハイル・コズロフが任命され、彼は1945年までこの職にあった。基本的に研究会ではコミンテルンへの協力を主要な任務と定め、内務人民委員部及び赤軍政治局の指示に従い捕虜の管理・監督を行っていた。委員だったヴォルフガング・レオンハルトは、研究会は政治的実務を担ったと証言している。
以後、ヴァイネルト委員長やウルブリヒト委員をはじめ、エドヴィン・ヘーンレ、マルクス・ヴォルフ、グスタフ・ゾボートカ、ヴィリー・ブレデル、ヨハネス・ベッヒャー、マルタ・アーレンゼーら亡命共産党員やNKFDの高級幹部が委員会の中での権限を掌握した。またラジオ放送や新聞発効を担う報道部も亡命共産党員が席巻していた。彼らはNKFDの当面の目的をソ連当局の政治的目標に擦り合わせていった。

## 活動

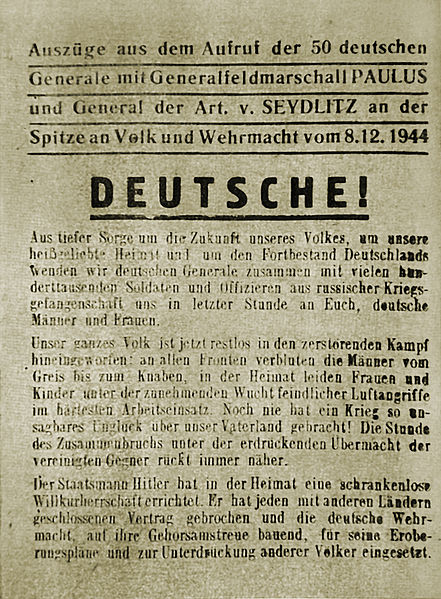
「50人の将軍による要請」の抜粋を用いた伝単

委員会はソ連当局による全面的な支援を得ていた。機関紙として「Freies Deutschland」(自由ドイツ)が週刊で発行されていた。また前線に対して同名のラジオ放送も行っており、音楽の他にザイドリッツ将軍やクルマッハ牧師、ウルブリヒト委員長など委員会幹部によるスピーチも流された。
委員会の主要な任務は前線におけるドイツ軍人の説得であり、これによるドイツ国防軍将兵の変節や自主的な投降を期待するものとされた。これらの活動は一定の効果をもたらし、1944年7月8日にはヴィンツェンツ・ミュラー中将が自主的に投降、その後のバグラチオン作戦による戦線崩壊を経て、7月22日までに中央軍集団に所属する17人の将軍が投降し委員会への協力を申し出た。また1944年8月8日、スターリングラード軍司令官であったフリードリヒ・パウルス元帥が投降し、委員会への参加を宣言した。
投降した将軍達は委員会によるラジオ放送で効果的に利用された。彼らの声を通じて委員会参加の意義やナチスへの非難を含めるプロパガンダを行う他、虚偽の軍事情報を流布する事もあった。例えば1944年12月8日に行われた「50人の将軍による要請」(Aufruf der 50 Generäle)なる放送は、将軍達がドイツの軍民に対して、戦争の終結の為にもヒトラーへの非難を行うように求めるものであった。

## 著名なメンバー
| - アントン・アッカーマン - カール・バルト - ヨハネス・R・ベッヒャー - リリー・ベッヒャー - アレクサンダー・エドラー・フォン・ダニエルス - ハインリヒ・フォン・アインジーデル - マックス・エーメンデルファー - ヴィルヘルム・フローリン - ペーター・ギンゴルト - ハラルト・ハウザー - レオンハルト・ヘルムシュロート - ハインリヒ・ホーマン - ヴァルター・ヤーンカ - ハインリヒ・ゲルラッハ | - ハインツ・ケスラー - シャルロッテ・フォン・キルシュバウム - ベルント・フォン・キューゲルゲン - アルフレート・クレーラ - フリードリヒ＝ヴィルヘルム・クルマッハ - パウル・ラングハインリヒ - ヴァルター・リーヴェス＝リッツマン - ヴィルヘルム・レオ - ヴォルフガング・レオンハルト（自由ドイツ放送のアナウンサー） - ヘルマン・ライ - ルドルフ・リンダウ - アロイス・ルートヴィヒ - ヴェルナー・ルートヴィヒ - エルンスト・メリス（BFDW委員） - パウル・メーカー | - ヴィンツェンツ・ミュラー - オットー・ニーバーガル - ヘルマン・ヌーディンク - ヴィルヘルム・ピーク - テオドール・プリーヴィエ - クレア・クヴァスト - ヨハネス・シュレーダー - ヴァルター・フォン・ザイトリッツ - ヴァルター・ウルブリヒト - グスタフ・フォン・ヴァンゲンハイム - ハンス・ヴァイス - ロア・ヴォルフ - フリードリヒ・ヴォルフ - エーリヒ・ヴァイネルト - オットー・ウィンツァー - ハンス＝フーゴ・ヴィンケルマン |